# Magrath
Magrath is een plaats (town) in de Canadese provincie Alberta en telt 2081 inwoners (2006).